# NGC 5023
NGC 5023 est une galaxie spirale vue par la tranche et située dans la constellation des Chiens de chasse. Sa vitesse par rapport au fond diffus cosmologique est de 605 ± 14 km/s, ce qui correspond à une distance de Hubble de 8,92 ± 0,66 Mpc (∼29,1 millions d'al).  NGC 5023 a été découverte par l'astronome germano-britannique William Herschel en 1787.  

La partie centrale de NGC 5023 par le télescope spatial Hubble.

La classe de luminosité de NGC 5023 est III-IV et elle présente une large raie HI.

## Distance de NGC 5023
Cette galaxies est trop rapprochée du Groupe local et on ne peut utiliser son décalage vers le rouge pour déterminer sa distance. Mais, à ce jour, 26 mesures non basées sur le décalage vers le rouge (redshift) donnent une distance de 9,460 ± 3,352 Mpc (∼30,9 millions d'al). Notons que c'est avec la valeur moyenne des mesures indépendantes, lorsqu'elles existent, que la base de données NASA/IPAC calcule le diamètre d'une galaxie.

## Groupe de M51 et de M101
Selon A.M. Garcia, la galaxie NGC 5023 fait partie d'un groupe de galaxies qui compte au moins dix membres, le groupe de M51 (NGC 5194 dans l'article de Garcia). Les autres membres de ce groupe sont M63 (NGC 5055), M51 (NGC 5194), NGC 5195, NGC 5229, IC 4263, UGC 8215, UGC 8308, UGC 8320 et UGC 8331.
D'autre part, dans un article publié en 1998, Abraham Mahtessian indique que M51 fait partie d'un groupe plus vaste qui compte plus de 80 galaxies, le groupe de M101. Plusieurs galaxies de la liste de Mahtessian se retrouvent également dans d'autres groupes décrit par A.M. Garcia, soit le groupe de NGC 3631, le groupe de NGC 4051, le groupe de M109 (NGC 3992), le groupe de NGC 4051, le groupe de M106 (NGC 4258) et le groupe de NGC 5457.
Plusieurs galaxies de ces six groupes de Garcia ne figurent pas dans la liste du groupe de M101 de Mahtessian. Il y a plus de 120 galaxies différentes dans les listes des deux auteurs. Puisque la frontière entre un amas galactique et un groupe de galaxie n'est pas clairement définie (on parle de 100 galaxies et moins pour un groupe), on pourrait qualifier le groupe de M101 d'amas galactique contenant plusieurs groupes de galaxies.
Les groupes de M101 et de M51 dont partie de l'amas de la Grande Ourse, l'un des amas galactiques du superamas de la Vierge.